# Aleksander Komarov
Aleksander Georgijevič Komarov (rusko Александр Георгиевич Комаров;), ruski hokejist, * 25. julij 1923, Habarovsk, Rusija, † 22. november 2013, Samara.
Komarov je v sovjetski ligi igral za kluba CSKA Moskva in SKA St. Petersburg, skupno je na 170-ih prvenstvenih tekmah dosegel 101 gol. Za sovjetsko reprezentanco je nastopil na dveh svetovnih prvenstih, na katerih je osvojil po eno  zlato in srebrno medaljo. Za reprezentanco je nastopil na 30-ih tekmah, na katerih je dosegel enajst golov.

## Pregled kariere
Odebeljeno - reprezentančni nastopi, glej tudi Statistika pri hokeju na ledu.
| Moštvo          | Liga                 | Sezona |    | Redni del | Redni del | Redni del | Redni del | Redni del | Redni del |   | Končnica | Končnica | Končnica | Končnica | Končnica | Končnica |
| --------------- | -------------------- | ------ | -- | --------- | --------- | --------- | --------- | --------- | --------- | - | -------- | -------- | -------- | -------- | -------- | -------- |
| Moštvo          | Liga                 | Sezona | OT | G         | P         | T         | +/-       | KM        | OT        | G | P        | T        | +/-      | KM       |          |          |
| Sovjetska zveza | Svetovno prvenstvo A | 54     |    | 3         | 1         |           | 1         |           |           |   |          |          |          |          |          |          |
| Sovjetska zveza | Svetovno prvenstvo A | 55     |    | 4         | 1         |           | 1         |           |           |   |          |          |          |          |          |          |
| Skupaj          |                      |        |    | 7         | 2         |           | 2         |           |           |   |          |          |          |          |          |          |